# Polystachya rupicola
Polystachya rupicola é uma espécie de planta do gênero Polystachya e da família Orchidaceae.

## Taxonomia
A espécie foi descrita em 1951 por Alexander Curt Brade.
Enquanto alguns autores aceitam Polystachya rupicola como  espécie sem a inclusão de outros nomes sob sinonímia, outros consideram  Polystachya rupicola sinônimo de Polystachya foliosa.

## Forma de vida
É uma espécie rupícola e herbácea.

## Descrição
| Flor           | Flor                               |
| -------------- | ---------------------------------- |
| pé da coluna   | não desenvolvido                   |
| labelo formato | inconspícuo trilobado              |
| indumento      | disco farinoso lobo lateral glabro |
| base           | unguiculada                        |
| lobo lateral   | inconspícuo                        |
| formato        | deltoide                           |
| lobo mediano   | cerca 50 % comprimento do labelo   |
| formato        | sub quadrado                       |

## Conservação
A espécie faz parte da Lista Vermelha das espécies ameaçadas do estado do Espírito Santo, no sudeste do Brasil. A lista foi publicada em 13 de junho de 2005 por intermédio do decreto estadual nº 1.499-R.

## Distribuição
A espécie é encontrada no estado brasileiro de Espírito Santo.
A espécie é encontrada no domínio fitogeográfico de Mata Atlântica, em regiões com vegetação de vegetação sobre afloramentos rochosos.